# Црква Светог Ђорђа у Врху
Црква Светог Ђорђа у Врху, насељу у општини Краљево, подигнута је 1619.-1620. године, што потврђује клесани натпис над улазом. Налази се усред сеоског гробља, црква је мењала патрона, па је – осим као Богородичина, каква је данас – позната и као црква Светог Ђорђа. Представља непокретно културно добро као споменик културе од великог значаја.

## Изглед цркве
Црква Светог Ђорђа у Врху је мала, делимично укопана грађевина једнобродне основе са прислоњеним, у темену преломљеним луковима и дубоком полукружном апсидом. Њен свод такође је преломљен у темену и ојачан луком ослоњеним на пиластре, тако да је простор подељен на два травеја. Зидана ломљеним каменом уз секундарно коришћење старијих надгробника, покривена је каменим плочама, а улаз је заштићен надстрешницом ослоњеном на камене конзоле.
Живопис је делимично сачуван у олтару и на подужним зидовима. Монументална сцена Свети Ђорђе убија аждају на северном зиду и композиција Причешће апостола, често изостављана из програма малих гробљанских богомоља каква је ова, били би путокази да се препозна искусни мајстор који је декорацију извео непосредно после градње цркве, свакако у трећој деценији 17. века.
Обимни конзерваторски радови на архитектури изведени су 1968. године, а на живопису 1974. године.